# Hans-Adolf Meyer
Hans-Adolf Meyer (19 de setembro de 1920 - KIA, 1 de Julho de 1944) foi um piloto alemão da Luftwaffe durante a Segunda Guerra Mundial. Voou 402 missões de combate, nas quais destruiu mais de doze tanques britânicos, 2 navios mercantes, várias pontes, um contratorpedeiro, uma aeronave e ainda ajudou a afundar três contratorpedeiros soviéticos. Foi morto em combate durante uma missão aérea, enquanto pilotava um Fw 190.